# Tour de Lombardie 1983
La 77e édition du Tour de Lombardie s'est déroulée le 15 octobre 1983. La course a été remportée par le coureur irlandais Sean Kelly qui signe une première victoire sur cette classique. Le parcours s'est déroulé entre Brescia et Côme sur une distance de 253 kilomètres.

## Déroulement de la course
Un petit peloton de 18 hommes se présente à l'arrivée à Côme. Parmi les coureurs de ce groupe, on retrouve notamment l'Italien Francesco Moser, l'Américain Greg LeMond, le Belge Claude Criquielion, le Français Charly Mottet, les Néerlandais Adrie van der Poel et Hennie Kuiper ainsi que les Irlandais Sean Kelly et Stephen Roche. Le sprinter irlandais Sean Kelly remporte la course devant Greg LeMond et Adrie van der Poel. 151 coureurs étaient au départ et 46 à l'arrivée.

## Classement final
| Pos. | Coureur            | Équipe         | Temps           |
| ---- | ------------------ | -------------- | --------------- |
| 1    | Sean Kelly         | Sem-France     | 6 h 27 min 36 s |
| 2    | Greg LeMond        | Renault-Elf    | m.t.            |
| 3    | Adrie van der Poel | Jacky Aernoudt | m.t.            |
| 4    | Hennie Kuiper      | Jacky Aernoudt | m.t.            |
| 5    | Francesco Moser    | Gis Gelati     | m.t.            |
| 6    | Gilbert Glaus      | Cilo-Aufina    | m.t.            |
| 7    | Antonio Ferretti   | Cilo-Aufina    | m.t.            |
| 8    | Phil Anderson      | Peugeot        | m.t.            |
| 9    | Silvano Contini    | Bianchi        | m.t.            |
| 10   | Alfredo Chinetti   | Inoxpran       | m.t.            |